# Neanotis nummularia
Neanotis nummularia là một loài thực vật có hoa trong họ Thiến thảo. Loài này được (Arn.) W.H.Lewis mô tả khoa học đầu tiên năm 1966.